# Lillebæltsbroen
Lillebæltsbroen (auch Den gamle Lillebæltsbro) ist eine am 14. Mai 1935 in Betrieb genommene kombinierte Straßen- und Eisenbahnbrücke über den Kleinen Belt bei Middelfart, Dänemark und verbindet die Halbinsel Jütland mit Fünen.

## Technische Daten
Der Brückenzug hat eine Gesamtlänge von 1178 Metern. Er besteht aus der 825 m langen Strombrücke sowie zwei Vorlandbrücken. Die Strombrücke ist eine stählerne Fachwerkkonstruktion mit fünf Spannweiten der Länge 137,5 m, 165 m, 220 m, 165 m und 137,5 m. Die maximale Konstruktionshöhe beträgt in Brückenmitte 24 m, bei einer lichten Höhe von 33 m über dem Wasser. Die Hauptbrücke ist eine Gerberträgerbrücke, was schwer zu erkennen ist. Die Vorlandbrücken bestehen aus Stahlbetonbögen mit Weiten von 36 m und aufgeständerter Fahrbahn. Am nördlichen Ufer sind fünf und am südlichen Ufer drei Bögen angeordnet.
Lillebæltsbroen wird als Motiv auf den 100-Kronen-Banknoten verwendet. Die von der Künstlerin Karin Birgitte Lund gezeichnete Banknote ist Teil einer 2009 bis 2011 veröffentlichten Serie, die unter anderem dänische Brücken als Thema hat.
Seit Mai 2015 können sich Besuchergruppen unter professioneller Führung auf ein sogenanntes Bridgewalking begeben. Die Begehung erfolgt 20 m über der Fahrbahn, etwa 60 m über dem Meer.

## Siehe auch

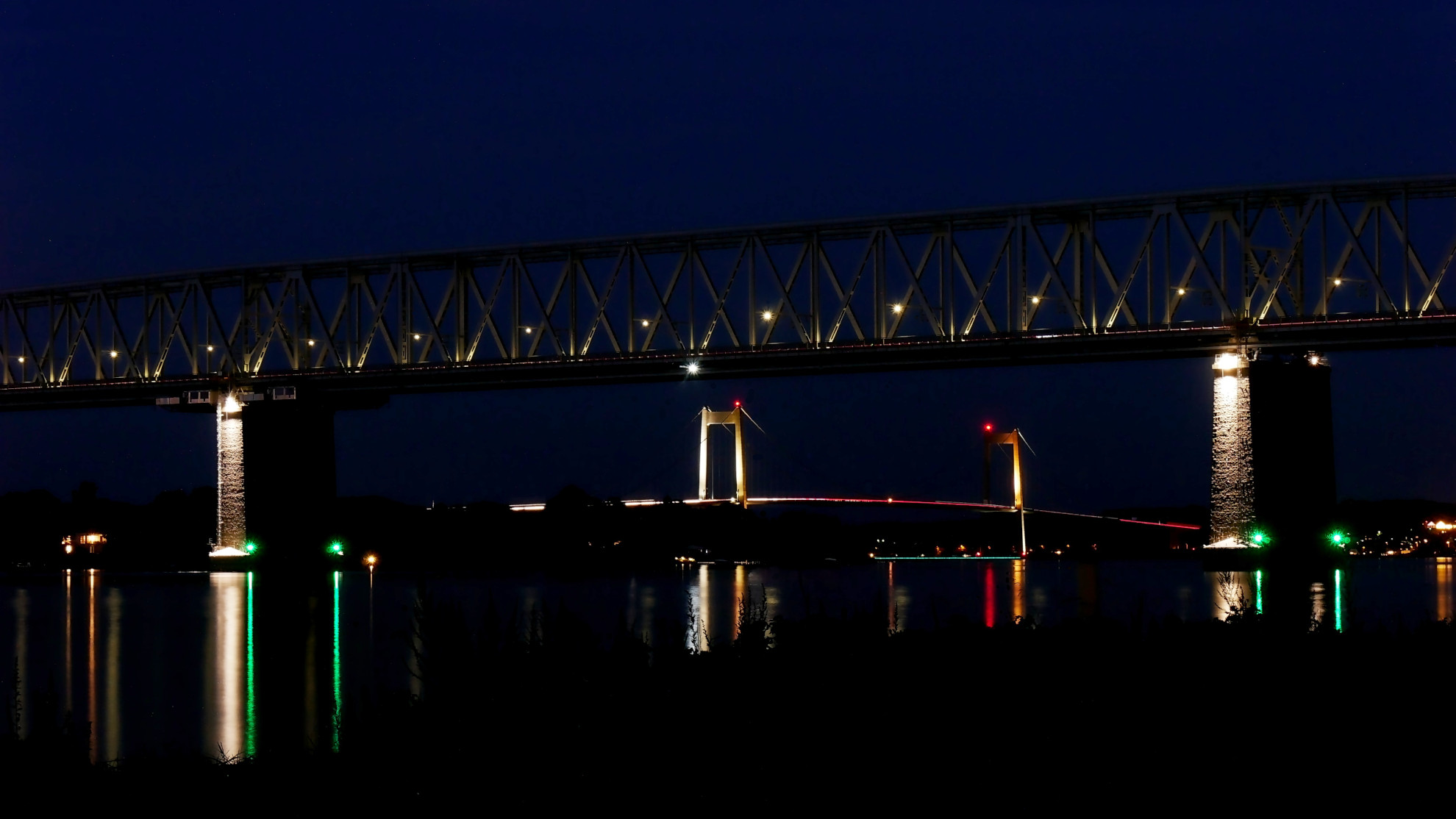
Beleuchtete Brücke von Süden